# Imperator (Pilze)
Imperator ist eine Gattung aus der Familie der Dickröhrlingsverwandten (Boletaceae).
Die Typusart ist der Ochsen-Röhrling (Imperator torosus).

## Merkmale
Die Fruchtkörper aller bekannten Arten haben einen kräftigen, dickfleischigen Röhrlingshabitus mit im Hut zentral inseriertem Stiel. Gastroide bzw. secotiode Arten sind nicht bekannt. 
Alle Fruchtkörperteile, auch die Hutoberfläche, zeigen bei Berührung eine typische blaue bis schwarze Verfärbung. Ebenso charakteristisch ist die intensive und schnelle Blaufärbung des kräftig schwefelgelben Fleischs im Anschnitt, das in der Stielbasis typischerweise rot gefärbt ist. Die Poren sind entweder gelb, rot oder purpur gefärbt. Der Stiel ist bei allen Arten gelb bis rotorange genetzt und verfärbt sich im Laufe des Alterns von der Basis ausgehend dunkel purpurrot.
Die Fruchtkörper des Blaufleckenden Purpur-Röhrlings (Imperator rhodopurpureus) weisen in allen Teilen eine hohe Farbvariabilität auf. Der taxonomische Status dieser Varianten bedarf weiterer Studien.

## Ökologie
Die meisten Imperator-Arten bevorzugen basenreiche Böden, der Gelbe Ochsenröhrling (Imperator xanthocyaneus) bevorzugt hingegen saure Habitate.  Die meisten Imperator-Arten bilden Ektomykorrhiza mit Laubbäumen, der Ochsen-Röhrling wächst aber auch bei Nadelbäumen.

## Verbreitung
Die Spezies dieser Gattung sind allesamt in Europa verbreitet.

## Arten
Die Gattung Imperator umfasst weltweit vier Arten.
| Imperator weltweit |                          | |
| \| Deutscher Name \| Wissenschaftlicher Name \| Autorenzitat \| \| ------------------------------ \| ------------------------ \| ----------------------------------------------------------------------------------------------------------------------------------------------------------- \| \| Gelbhütiger Purpur-Röhrling \| Imperator luteocupreus \| (Bertéa & Estadès 1990) Assyov, Bellanger, Bertéa, Courtec., Koller, Loizides, G. Marques, J.A. Muñoz, N. Oppicelli, D. Puddu, F. Rich. & P.-A. Moreau 2015 \| \| Blaufleckender Purpur-Röhrling \| Imperator rhodopurpureus \| (Smotl. 1952) Assyov, Bellanger, Bertéa, Courtec., Koller, Loizides, G. Marques, J.A. Muñoz, N. Oppicelli, D. Puddu, F. Rich. & P.-A. Moreau 2015 \| \| Ochsen-Röhrling \| Imperator torosus \| (Fr. 1835) Assyov, Bellanger, Bertéa, Courtec., Koller, Loizides, G. Marques, J.A. Muñoz, N. Oppicelli, D. Puddu, F. Rich. & P.-A. Moreau 2015 \| \| Gelber Ochsen-Röhrling \| Imperator xanthocyaneus \| (Ramain 1948) Klofac 2020 \| |                          | |
| Deutscher Name | Wissenschaftlicher Name  | Autorenzitat |
| Gelbhütiger Purpur-Röhrling | Imperator luteocupreus   | (Bertéa & Estadès 1990) Assyov, Bellanger, Bertéa, Courtec., Koller, Loizides, G. Marques, J.A. Muñoz, N. Oppicelli, D. Puddu, F. Rich. & P.-A. Moreau 2015 |
| Blaufleckender Purpur-Röhrling | Imperator rhodopurpureus | (Smotl. 1952) Assyov, Bellanger, Bertéa, Courtec., Koller, Loizides, G. Marques, J.A. Muñoz, N. Oppicelli, D. Puddu, F. Rich. & P.-A. Moreau 2015           |
| Ochsen-Röhrling | Imperator torosus        | (Fr. 1835) Assyov, Bellanger, Bertéa, Courtec., Koller, Loizides, G. Marques, J.A. Muñoz, N. Oppicelli, D. Puddu, F. Rich. & P.-A. Moreau 2015              |
| Gelber Ochsen-Röhrling | Imperator xanthocyaneus  | (Ramain 1948) Klofac 2020 |

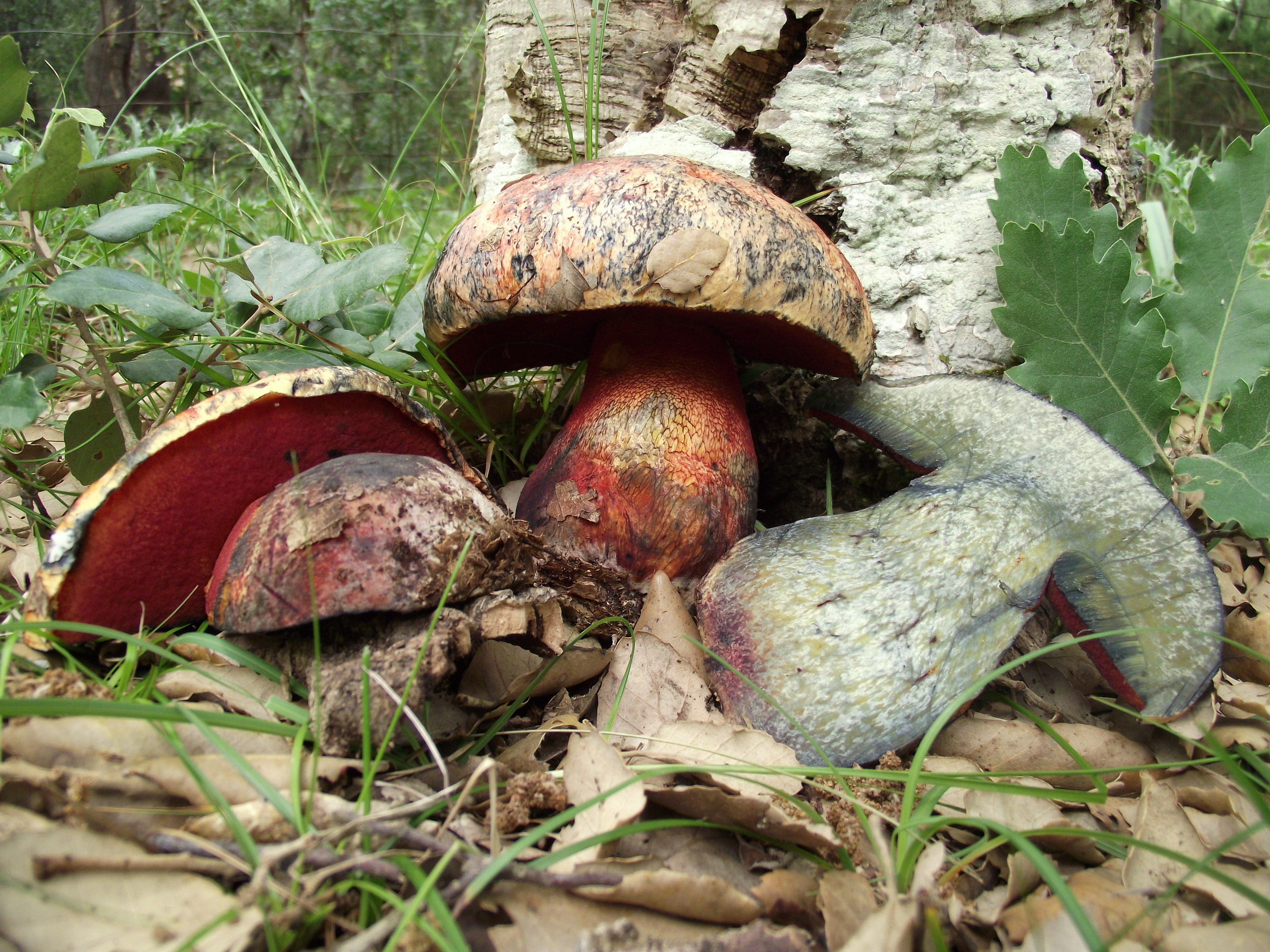
Gelbhütiger Purpur-Röhrling Imperator luteocupreus
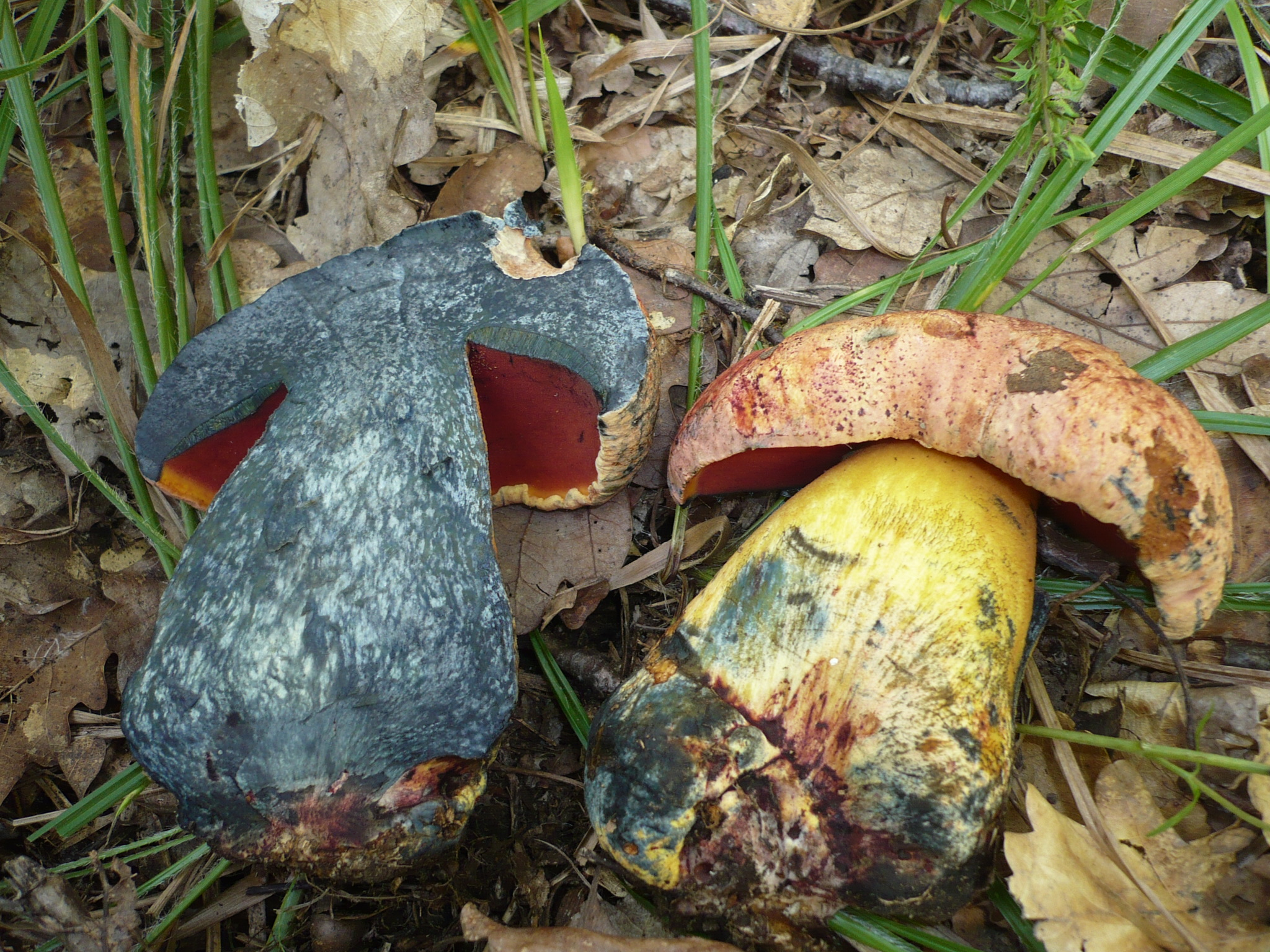
Blaufleckender Purpur-Röhrling Imperator rhodopurpureus
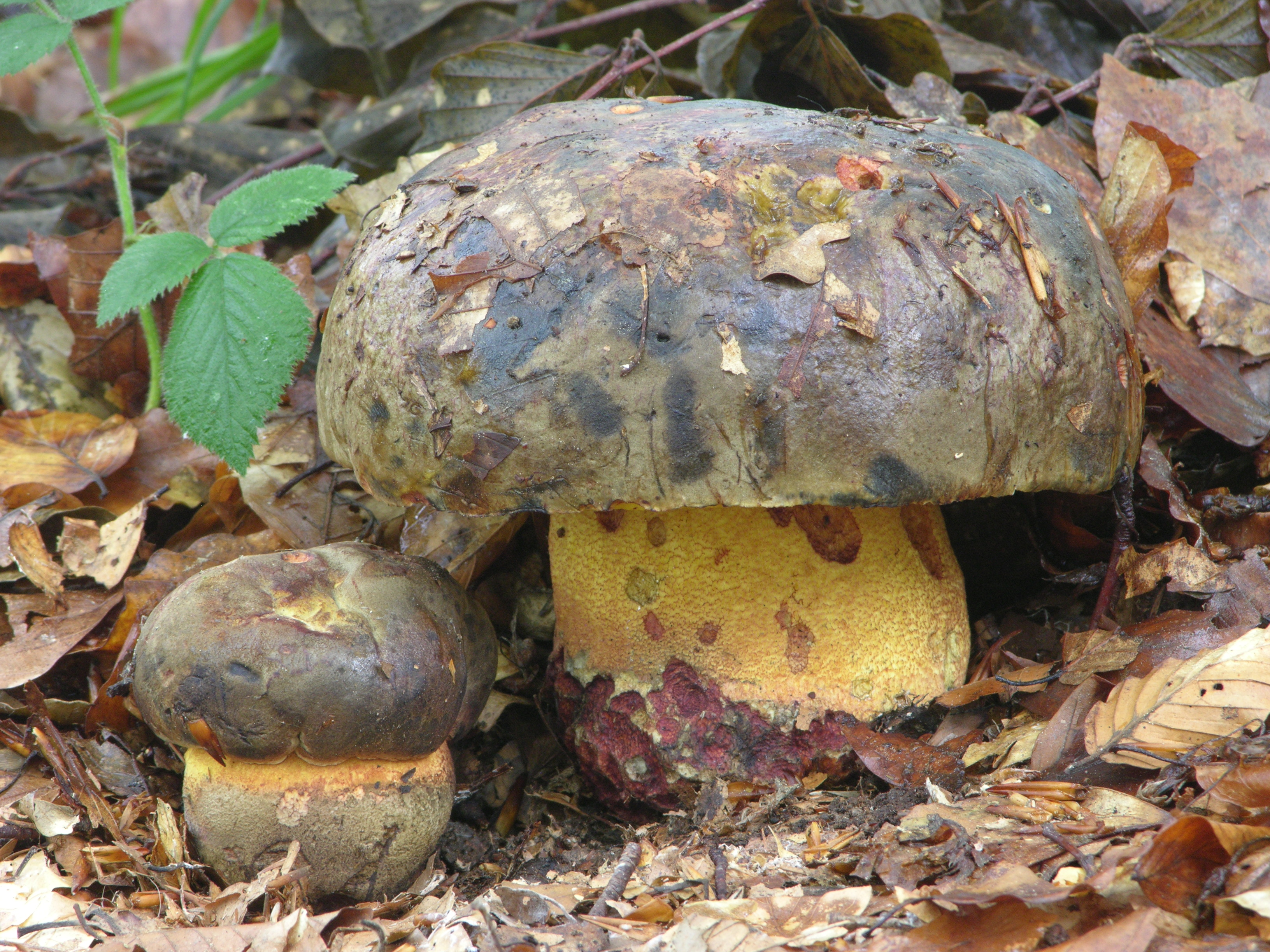
Ochsen-Röhrling Imperator torosus

## Systematik
Phylogenetische Ergebnisse basierend auf der Untersuchung von ITS- und 28S-rDNA-Sequenzen zeigen, dass die drei Arten zu einer monophyletischen Abstammungslinie gehören, die in früheren Arbeiten nicht charakterisiert wurde.

## Etymologie
Die Gattungsbezeichnung Imperator stammt aus dem Lateinischen, bezieht sich auf die Wortbedeutung „Kaiser“ und wurde zu Ehren des beeindruckenden und prestigeträchtigen Ochsen-Röhrlings und seinen kleineren, aber ebenso bemerkenswerten Verwandten gewählt.